# Kaiserhammer Forst-Ost

Lage des ehemaligen gemeindefreien Gebiets Kaiserhammer Forst-Ost im Landkreis Wunsiedel im Fichtelgebirge

Der Kaiserhammer Forst-Ost war ein 8,01 km² großes gemeindefreies Gebiet im Landkreis Wunsiedel im Fichtelgebirge in Bayern. Am 1. Januar 2025 erfolgte die Auflösung des gemeindefreien Gebiets, indem es zwischen der Stadt Hohenberg an der Eger und dem Markt Thierstein aufgeteilt wurde.

## Geographie
Der Kaiserhammer Forst-Ost ist ein Forstgebiet im Süden von Selb. Er schließt sich südlich an den Selber Forst an. Der Name bezieht sich auf die ehemalige Gemeinde Kaiserhammer.

## Schutzgebiete
- Naturschutzgebiet Egertal bei Neuhaus

### Geotope

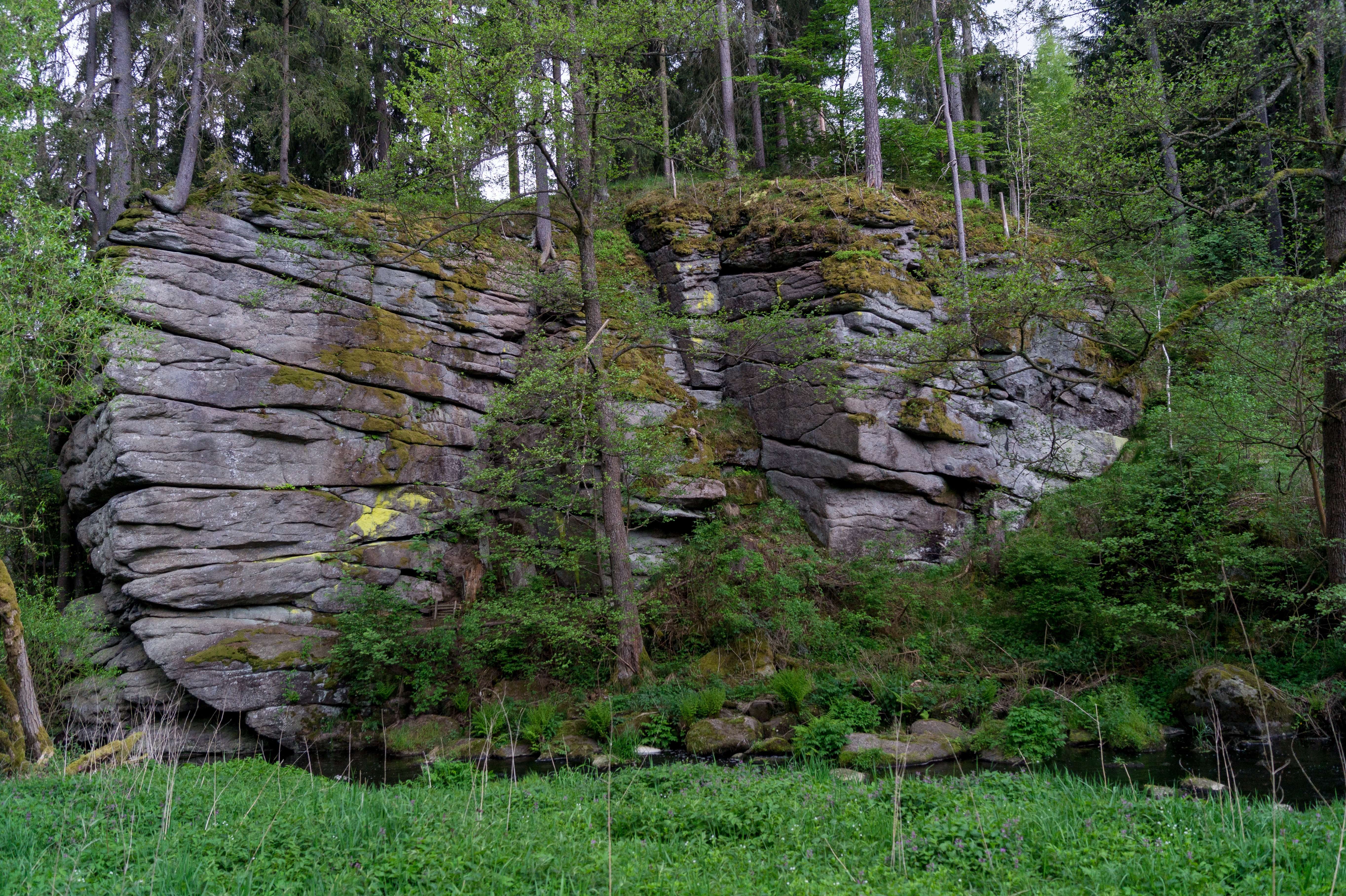
Hirschsprungfelsen

- Hirschsprungfelsen im Egertal (Geotop-Nummer 479R003)